# 中田博之 (映画監督)
中田 博之（なかた ひろゆき、1975年10月3日 - ）は、日本の映画監督、テレビドラマディレクター。明治大学政治経済学部卒業。

## 作品

### 連続ドラマ
- ガキ☆ロック（2017年、Amazonプライム）監督
- 高嶺と花（2019年、FOD）演出
- 歌舞伎町弁護人 凛花（2019年、BSテレ東）演出
- トリプルミッション!!! 女優たちの夢、ドラマにしました（2020年、松竹／ひかりTV）監督・脚本
- いとしのニーナ（2020年、FOD）演出

### 映画
- 青春ディスカバリーフィルム～なんだって青春編～（2016年、トキメディアワークス）監督
- 恋は光（2022年6月17日公開、ハピネットファントム・スタジオ / KADOKAWA）
- この小さな手（2023年4月8日公開、フルモテルモ）監督[1][2]

### 演出部参加作品
- ROOKIES -卒業-（2009年、東宝）
- 臨場 劇場版（2012年、東映）
- レディ・ジョーカー（2013年、WOWOW）
- 匿名探偵（2014年、テレビ朝日）
- エイジハラスメント（2015年、テレビ朝日）
- 義母と娘のブルース（2018年、TBS）
- 時効警察はじめました（2019年、テレビ朝日）